# Giuseppe Palica
Giuseppe Palica (Roma, 8 ottobre 1869 – Roma, 16 dicembre 1936) è stato un arcivescovo cattolico italiano.

## Biografia
Nasce a Roma l'8 ottobre 1869 e viene ordinato sacerdote il 18 dicembre 1892.
Entra ben presto a lavorare nella Curia Romana, divenendo segretario della Sacra Penitenzieria apostolica, con il cardinale Serafino Vannutelli, e consultore della Supremo Tribunale della Segnatura Apostolica, di cui è prefetto lo stesso porporato.
Il 13 novembre 1914 riceve la nomina a consultore della Sacra Congregazione del Concilio e a prelato domestico l'8 dicembre successivo.
Canonico della Patriarcale Basilica Liberiana di Santa Maria Maggiore, dal 10 novembre 1915 è prelato votante della Segnatura Apostolica, il 24 febbraio 1917 canonista della Penitenzieria apostolica, e l'8 maggio successivo consultore della Suprema Sacra Congregazione del Sant'Uffizio.
Deceduto, il 12 marzo 1917, il vicegerente di Roma, Giuseppe Ceppetelli, patriarca titolare di Costantinopoli, Benedetto XV lo chiama a succedergli, il 25 aprile dello stesso anno, e contemporaneamente lo elegge arcivescovo titolare di Filippi.
Viene consacrato, il 20 maggio successivo, dal cardinale Basilio Pompilj, vicario generale della diocesi di Roma, avendo per co-consacranti Pietro Di Maria, vescovo di Catanzaro, e Giulio Serafini, vescovo titolare di Lampsaco e canonista della Sacra Penitenzieria apostolica, futuro cardinale.
Collabora con i cardinali vicari, Basilio Pompilj, dal 1917 al 1931, e Francesco Marchetti Selvaggiani fino alla morte, unici vescovi a quel tempo incaricati del governo pastorale della diocesi di Roma, in quanto, fino al luglio del 1961, non verranno mai nominati dei vescovi ausiliari.
Nella sua veste di vicegerente di Roma conferisce l'ordinazione presbiterale a numerosi seminaristi, tra i quali tredici vengono successivamente promossi all'episcopato, cinque creati anche cardinali, essi sono: lo statunitense Lawrence Joseph Shehan, il cinese Paul Yü Pin, i croati Franjo Šeper e il beato Aloizije Stepinac, l'italiano Antonio Poma.
Inoltre è co-consacrante in quindici consacrazioni episcopali, tra le quali quelle dei futuri cardinali Arthur Hinsley e Giuseppe Pizzardo, e, in particolare, assieme a Francesco Marchetti Selvaggiani, arcivescovo titolare di Seleucia di Isauria e Segretario della Sacra Congregazione De propaganda fide, di quella di Angelo Giuseppe Roncalli, il futuro beato Giovanni XXIII, arcivescovo titolare di Areopoli e visitatore apostolico in Bulgaria, consacrato dal cardinale Giovanni Tacci Porcelli, segretario della Sacra Congregazione per la Chiesa Orientale, il 19 marzo 1925 nella Chiesa dei Santi Ambrogio e Carlo al Corso.
Muore, all'età di 67 anni, il 16 dicembre 1936.

## Genealogia episcopale
La genealogia episcopale è:
- Cardinale Scipione Rebiba
- Cardinale Giulio Antonio Santorio
- Cardinale Girolamo Bernerio, O.P.
- Arcivescovo Galeazzo Sanvitale
- Cardinale Ludovico Ludovisi
- Cardinale Luigi Caetani
- Cardinale Ulderico Carpegna
- Cardinale Paluzzo Paluzzi Altieri Degli Albertoni
- Papa Benedetto XIII
- Papa Benedetto XIV
- Cardinale Enrique Enríquez
- Arcivescovo Manuel Quintano Bonifaz
- Cardinale Buenaventura Córdoba Espinosa de la Cerda
- Cardinale Giuseppe Maria Doria Pamphilj
- Papa Pio VIII
- Papa Pio IX
- Cardinale Alessandro Franchi
- Cardinale Giovanni Simeoni
- Cardinale Antonio Agliardi
- Cardinale Basilio Pompilj
- Arcivescovo Giuseppe Palica